# Haret Ortega
Óscar Haret Ortega Gatica (Iguala de la Independencia, Guerrero, México; 19 de mayo de 2000) es un futbolista mexicano de origen libanés. Juega como Defensa central y su actual equipo es el Club Santos Laguna de la Primera División de México.

## Trayectoria

### Club América
El 18 de enero de 2020; debutó en la primera división iniciando como titular en la victoria de 1-0 ante Tigres.

### Toluca
Llegó a la institución en calidad de préstamo en el verano de 2020, disputó su primer partido oficial con la camiseta roja el 4 de octubre en la victoria de 2-0 frente al Club Deportivo Cruz Azul iniciando como titular; además, fue en ese partido donde marcó su primer gol como futbolista profesional al minuto 23.

## Selección nacional

### Categorías inferiores

#### Sub-17
Campeonato Sub-17
El 18 de abril de 2017; fue incluido en la lista definitiva de los 20 jugadores qué jugaron el Campeonato Sub-17 2017, con sede en Panamá.
El 5 de mayo de 2017; debutó en el Campeonato Sub-17 2017, entrando de cambio al minuto 68' por Luis Olivas en la victoria 6-1 ante Costa Rica.
Mundial Sub-17
El 14 de septiembre de 2017; fue incluido en la lista definitiva de los 20 jugadores qué jugaron el Mundial Sub-17 2017, con sede en la India.
| Selección | País   | PJ | G | Año  |
| --------- | ------ | -- | - | ---- |
| Sub-17    | México | 1  | 0 | 2017 |

En negrita resultado a favor de la Selección Mexicana Sub-17. El 
verde simboliza victoria, el beige empate y el rojo la derrota.
| 1. | 5 de mayo de 2017 | Estadio Maracaná, El Chorillo, Panamá | Costa Rica | Bandera de Costa Rica | 1 - 6 | Bandera de México | México |  | Campeonato Sub-17 2017 | 68' por Luis Olivas |

### Participaciones en selección nacional
| #                                   | Copa                                | Categoría                           | Sede                                | Resultado                           | Partidos | Goles |
| ----------------------------------- | ----------------------------------- | ----------------------------------- | ----------------------------------- | ----------------------------------- | -------- | ----- |
| 13                                  | Campeonato Sub-17 de 2017           | Sub-17                              | Panamá                              | Campeón                             | 1        | 0     |
| 14                                  | Mundial Sub-17 de 2017              | Sub-17                              | India                               | Octavos de final                    | 0        | 0     |
| Total parcial en selección nacional | Total parcial en selección nacional | Total parcial en selección nacional | Total parcial en selección nacional | Total parcial en selección nacional | 1        | 0     |

## Estadísticas

### Clubes
Actualizado al último partido jugado el 19 de septiembre de 2024.
| C. América · México                                                                       | 1.ª           | 2018-19       | 0  | 0 | 2 | 0 | - | - | 2  | 0 | 0    |
| C. América · México                                                                       | 1.ª           | 2019-20       | 3  | 0 | - | - | - | - | 3  | 0 | 0    |
| C. América · México                                                                       | Total         | Total         | 3  | 0 | 2 | 0 | 0 | 0 | 5  | 0 | 0    |
| D. Toluca · México                                                                        | 1.ª           | 2020-21       | 18 | 1 | - | - | - | - | 18 | 1 | 0,06 |
| D. Toluca · México                                                                        | 1.ª           | 2021-22       | 29 | 4 | - | - | - | - | 29 | 4 | 0,15 |
| D. Toluca · México                                                                        | 1.ª           | 2022-23       | 14 | 1 | - | - | - | - | 14 | 1 | 0,07 |
| D. Toluca · México                                                                        | Total         | Total         | 61 | 6 | 0 | 0 | 0 | 0 | 61 | 6 | 0,11 |
| F. C. Juárez · México                                                                     | 1.ª           | 2023-24       | 5  | 0 | - | - | 2 | 0 | 7  | 0 | 0,00 |
| F. C. Juárez · México                                                                     | 1.ª           | 2024-25       | 5  | 1 | - | - | 3 | 0 | 8  | 1 | 0,13 |
| F. C. Juárez · México                                                                     | Total         | Total         | 10 | 1 | 0 | 0 | 5 | 0 | 15 | 1 | 0,07 |
| Total carrera                                                                             | Total carrera | Total carrera | 74 | 7 | 2 | 0 | 5 | 0 | 81 | 7 | 0,09 |
| (1) Incluye datos de . (2) Incluye datos de . (3) No incluye goles en partidos amistosos. |               |               |    |   |   |   |   |   |    |   |      |